# 2011年意大利足球醜聞
2011年意大利足球醜聞始於聯賽季尾，有多場意大利足球賽事涉及人為操控，事後有多名球員被捕，或接受足總會的調查，包括前意大利國腳朱塞佩·西格諾裡，涉及聯賽包括義大利足球乙級聯賽、義大利足球丙一級聯賽和義大利足球丙二級聯賽。

## 其它可疑比賽
意大利假球問題一直存在多年，是歐洲五大聯賽中最嚴重，尤其是低級聯賽組別較易操控。官方公佈了18場賽事及逮捕16人，包括前意大利國腳朱塞佩·西格諾裡，涉及聯賽包括義大利足球乙級聯賽、義大利足球丙一級聯賽和義大利足球丙二級聯賽，全部是乙組以下的球員和球員，對甲組的比賽沒有處分。事實上，有不少意甲球隊亦涉及假球，多達30場比賽有嫌疑，包括罗马、佛罗伦萨、热那亚、莱切和卡利亚里。
假球一般可以從博彩公司的賠率中預測，不少博彩公司和把和局調至不合理的賠率，甚至拒絕為某些盤口開盤（尤其是波膽），暗示比賽可能有嫌疑。早在聯賽中期，羅馬在領先3球的情況下反輸4球給熱拿亞，很明顯不是一場正常的賽事。4月10日，切塞纳對巴勒摩賽事中，切塞纳在補時前連進兩球，而巴勒摩門將亦沒有撲救的企圖，這場比賽和局賠率只有約1.7。此外，国米1:0胜莱切，布雷西亚3:1胜博洛尼亚都有嫌疑，前羅馬門將保洛尼操縱國米的賽果，賭客投注30萬歐元的國米大球，結果只進了1球，保洛尼因此收到死亡恐嚇。羅馬前鋒弗朗切斯科·托蒂和前米蘭射手克里斯蒂安·維耶里亦嫌疑。
意大利球壇貪污及黑幕問題嚴重，球員賭球操縱賽果，黑手黨對球壇的影響力甚大。前國米教練穆里尼奧曾表示，在意大利球壇學懂了「收聲」。前佩鲁贾足球俱乐部主席更表示，意大利有80%足球都是假的，持續已久的意大利假球問題難以根絕。

## 處分
2011年8月9日，義大利足球總會決定作出以下處分

### 球會
- 亞特蘭大足球俱樂部：2011-2012賽季被扣6分。
- 阿斯科利足球俱樂部：2011-2012賽季被扣6分，及50,000€罰款。
- 維羅納足球俱樂部：20,000€罰款。
- 薩索洛足球俱樂部：20,000€罰款。
- 亞歷山德里亞足球俱樂部：被罰聯賽排名最尾，自動降級。
- 貝內文托足球俱樂部：2011-2012賽季被扣6分。
- 克雷莫納足球俱樂部：2011-2012賽季被扣6分，及30,000€罰款。
- 維亞雷焦足球俱樂部：2011-2012賽季被扣1分。
- 皮亞琴察足球俱樂部：2011-2012賽季被扣4分，及50,000€罰款。
- 格鲁阿罗港足球俱樂部：20,000€罰款。
- 拉溫納足球俱樂部：降級，及50,000€罰款。
- 雷焦艾米利亞足球俱樂部：2011-2012賽季被扣2分。
- 拉斯佩齊亞足球俱樂部：2011-2012賽季被扣1分。
- 塔蘭托足球俱樂部：2011-2012賽季被扣1分。
- 恩特拉足球俱樂部：15,000€罰款。

### 球員
- 安东尼奥·贝拉维斯塔：禁止所有足球相關活動5年。
- 毛罗·布雷桑：禁止所有足球相關活動3年半。
- Giorgio Buffone：禁止所有足球相關活動5年。
- Antonio Ciriello：禁止所有足球相關活動1年。
- Daniele Deoma：禁止所有足球相關活動5年。
- 克里斯蒂亚诺·多尼：禁止所有足球相關活動3年半。
- Massimo Erodiani：禁止所有足球相關活動5年。
- Gianni Fabbri：禁止所有足球相關活動5年。
- 卡洛·格瓦索尼：禁止所有足球相關活動5年。
- 托馬斯·曼弗雷迪尼：禁止所有足球相關活動3年。
- 馬爾科·保洛尼：禁止所有足球相關活動5年。
- Salvatore Quadrini：禁止所有足球相關活動1年。
- Leonardo Rossi：禁止所有足球相關活動3年。
- Nicola Santoni：禁止所有足球相關活動4年。
- 戴衛德·塞沃瑞諾：禁止所有足球相關活動3年。
- 朱塞佩·西格諾裡：禁止所有足球相關活動5年。
- 森佐·索梅塞：禁止所有足球相關活動5年。
- Giorgio Veltroni：禁止所有足球相關活動5年。

## 參看
- 2006年義大利足球醜聞